# Aphelandra molinae
Aphelandra molinae är en akantusväxtart som beskrevs av T.F.Daniel. Aphelandra molinae ingår i släktet Aphelandra och familjen akantusväxter. Inga underarter finns listade i Catalogue of Life.